# Moto Guzzi California
La California è una motocicletta prodotta dalla Moto Guzzi in diverse versioni (V 850 GT California; 850 T3 California, California II; California III, California EV 1100) a partire dal 1971, a cui nel corso degli ultimi anni si sono aggiunte altre versioni tra cui la Jackal, la Special, la Special Sport, la Titanium, l'Aluminium, la Stone, la Metal (versione nata per celebrare gli 80 anni di attività della casa), l'Aquila Nera, la Classic, la EV Touring, la Vintage e l'ultima nata è la California 1400, nelle versioni Custom e Touring. La produzione della California termina alla fine del 2020.

## Storia
La genesi della V7 è tutta particolare. L'idea iniziale fu quella di sviluppare una moto che potesse partecipare ad una gara d'appalto indetta per le forze di Polizia italiane su richiesta dell'allora presidente della Repubblica. Il motore della V7 di 700 cm³ però non soddisfaceva pienamente questa particolare destinazione d'uso, era un po' sottodimensionato per le pesanti sovrastrutture richieste. Le evoluzioni commerciali della V7 che arrivarono alla fine degli anni sessanta, le V7 Special da 757 cm³ e V 850 GT da 850 cm³, fornirono la base per ritentare la fornitura.
Vista l'ottima base e la perfetta adattabilità all'uso per cui era stata destinata, la Moto Guzzi, su impulso dell'importatore locale, partecipò e vinse, con grande sorpresa e tra mille clamori, la gara per la fornitura di mezzi indetta dal Los Angeles Police Department (L.A.P.D.) con la versione Ambassador 750. Il prototipo di prova fu finito all'ultimo momento con il sergente del LAPD inviato per il collaudo in albergo a Mandello in attesa.
Per celebrare la vittoria su Harley Davidson, BMW e giapponesi fu creato un modello per l'Europa con estetica  "americaneggiante".

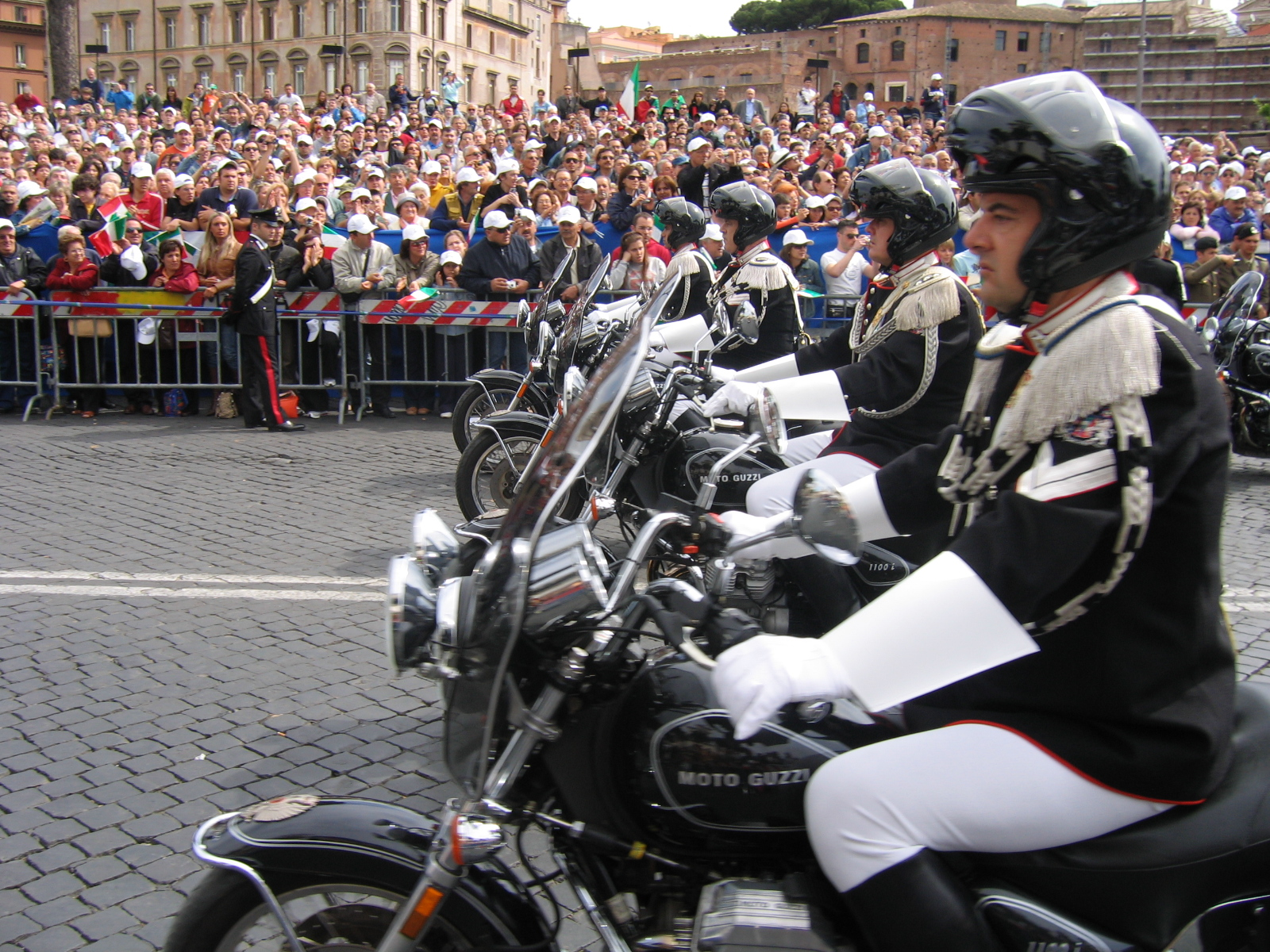
Le California alla parata del 2 giugno

Correva l'anno 1971, e la California V7 era nata. Dopo un limitato numero di modelli con motore 750 e ciclistica della V7 special, dal 1972 viene proposta in versione 850. La versione 750 ed il primo lotto della 850 montano il freno anteriore a doppia camma, parafanghi verniciati   bianchi e successivamente parafanghi cromati e freno anteriore a quattro camme. A metà produzione il serbatoio nero ecromo con filettature bianche diventa nero con la scritta Moto Guzzi sui lati (nella foto). L'ultima versione, che perde la nomenclatura V7, viene denominata 850 GT California del 1974 presenta all'avantreno il disco singolo della Brembo.
In un Paese, gli Stati Uniti appunto, fino ad allora invaso solo dalle Harley Davidson e dalle copie giapponesi di queste, si affacciava finalmente qualcosa di nuovo che manteneva lo spirito "cruiser" tipico di quel mercato introducendo però doti stilistiche nuove. Particolare riferimento al tipico motore Moto Guzzi, bicilindrico a V raffreddato ad aria (come le Harley Davidson) ma con angolo fra le bancate di 90° e disposizione longitudinale frontemarcia. La trasmissione a giunto cardanico era un altro importante elemento di distinzione.
Il telaio della V7 Special, le cui doti stradali erano allora da riferimento, conferivano alla V7 California doti di guida e di sicurezza fino ad allora sconosciute al genere Cruiser.
Nel 1973 Moto Guzzi lancia la 850 T, seguita nel 1975 dalla 850 T3 (che fra l'altro montava il sistema di frenata integrale, brevettato da Moto Guzzi-Brembo) dotate del nuovo telaio "doppia culla chiusa" progettato dall'Ing. Tonti che andrà a dotare anche la sportivissima "Le Mans". Dalla versione 850 T3 viene derivata una versione California intervenendo sulle parti estetiche.
Nel 1981 il nuovo proprietario Alejandro De Tomaso inaugura l'era del motore soprannominato "testa quadra" che sostituiva la precedente generazione del "testa tonda". Questa curiosa definizione prende spunto dalla forma delle alette di raffreddamento cilindri e dei coperchi valvole dello storico V2, tondi inizialmente, squadrati in seguito. Nello stesso anno la California diviene un modello a sé, e nasce la California II con il motore da 948 cm³ della Le Mans 1000. Moto di longevo e vasto successo, rimase disponibile in una versione unica (ad esclusione di una versione a cambio automatico riservata agli USA) fino al 1987.

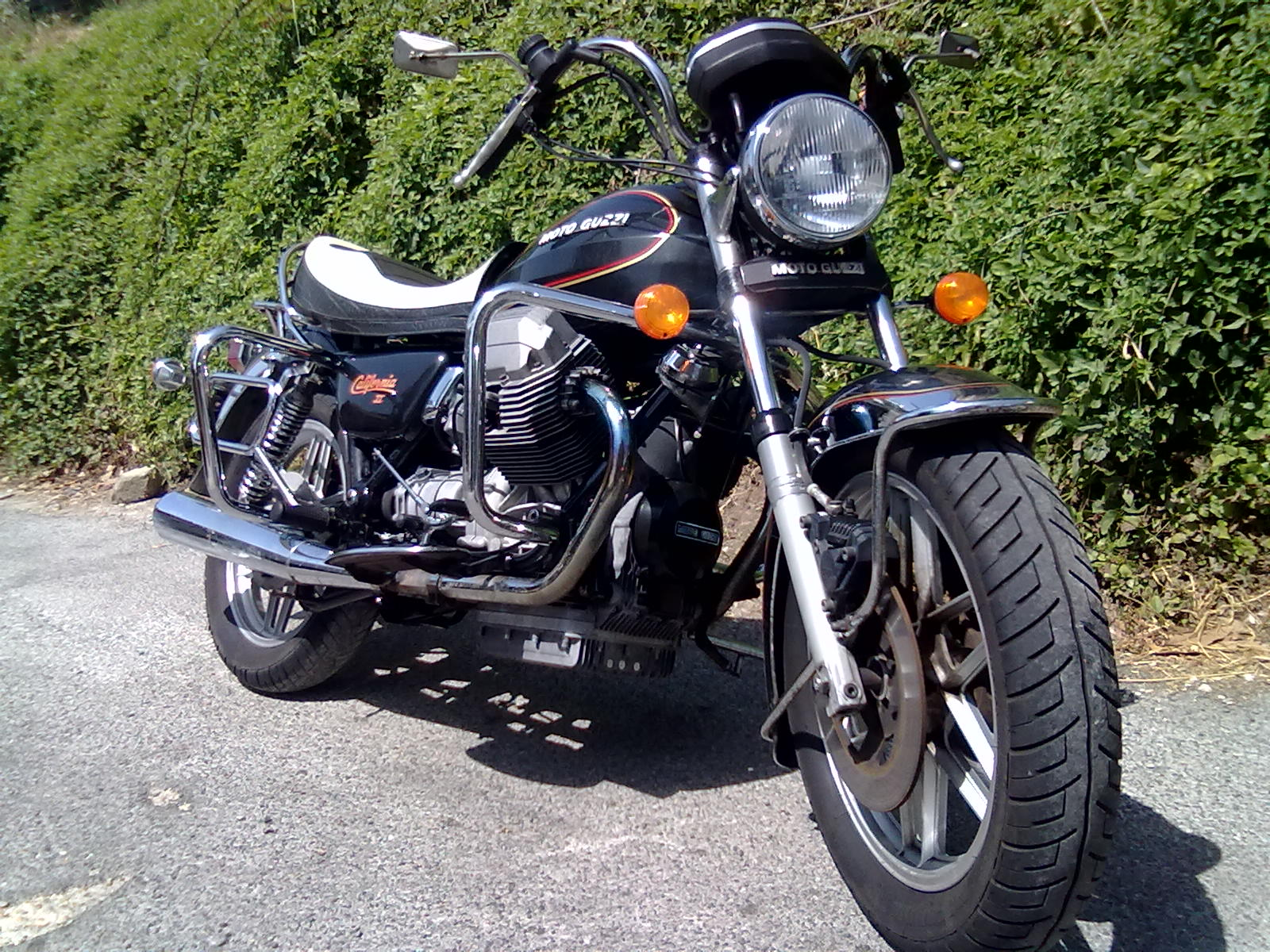
Moto Guzzi California II (1985)

La California II viene sostituita nel 1987 dalla California III, inizialmente con lo stesso motore di 948 cm³. Stilisticamente molto "più Cruiser" della precedente, viene declinata in diverse varianti ma sempre essenzialmente la stessa, anche se l'evoluzione non si è però mai arrestata. Già dal 1990 si affiancava alla versione standard la Classic (senza parabrezza) e la FF completamente carenata. Il motore era disponibile alimentato a carburatori o ad iniezione.
Già nel 1991 viene reso disponibile lo scarico catalizzato.
Negli anni novanta la tendenza all'aumento delle cilindrate generalizzato nel settore motociclistico, spingono all'evoluzione del motore dai 948 cm³ ai 1064 cm³ (cubatura arrivata fino ad oggi). Nel 1994 viene quindi presentata la California 1100 e la California 1100 i.e.  (ad iniezione), che oltre al motore presentavano aggiornamenti e perfezionamenti in oltre 200 componenti, pur rimanendo esteticamente quasi identiche a prima. Il motore 1064 venne sviluppato originariamente per la 1100 Sport, e si sposò alla perfezione con il telaio e le caratteristiche della California. Questa, nonostante potenze non esasperate (ma coppia motrice mostruosa ai bassi regimi), divenne e restò per lunghissimo tempo la Cruiser più veloce del mondo. La notevole maneggevolezza e tenuta di strada della California I venne ulteriormente migliorata sulla III.
La versione Tourer dedicata ai lunghi viaggi nel 1997 venne ribattezzata California EV, mentre tutta la gamma disponeva di iniezione elettronica. Nel 1999 è il turno della California Special, assai essenziale, cui fece seguito la California Special Sport.

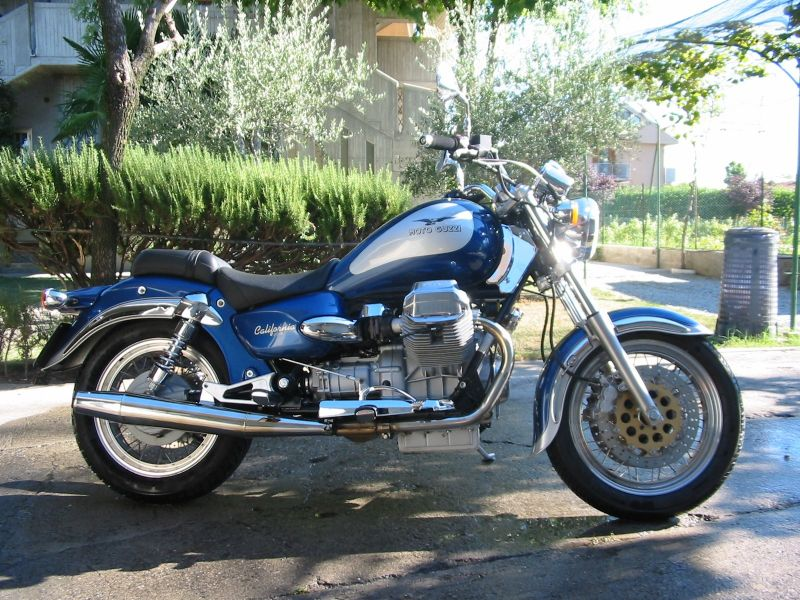
Moto Guzzi California Special (2001)

Nel 1999 viene lanciata una versione più "povera" per allargare il bacino d'utenza. La California era diventata troppo opulenta, con dotazioni tecniche implementate (sistema frenante Brembo Serie Oro, ammortizzatore di sterzo, forcelle e cerchi al top), ma anche con un prezzo importante. La California Jackal era quindi la versione "senza fronzoli", che divenne poi nel 2001 California Stone, successivamente solo Stone per differenziarla ulteriormente a livello di marketing.
Nel 2003 vengono presentate le versioni California Titanium e California Aluminium in onore dei colori che si rifanno esplicitamente ai due nobili metalli. Sempre nello stesso anno si affacciano le punterie idrauliche, senza manutenzione e dalla rumorosità ridotta, che però inizialmente diedero notevoli problemi, intaccando il mito di affidabilità assoluta che la California si era meritata sul campo in oltre 30 anni di carriera.

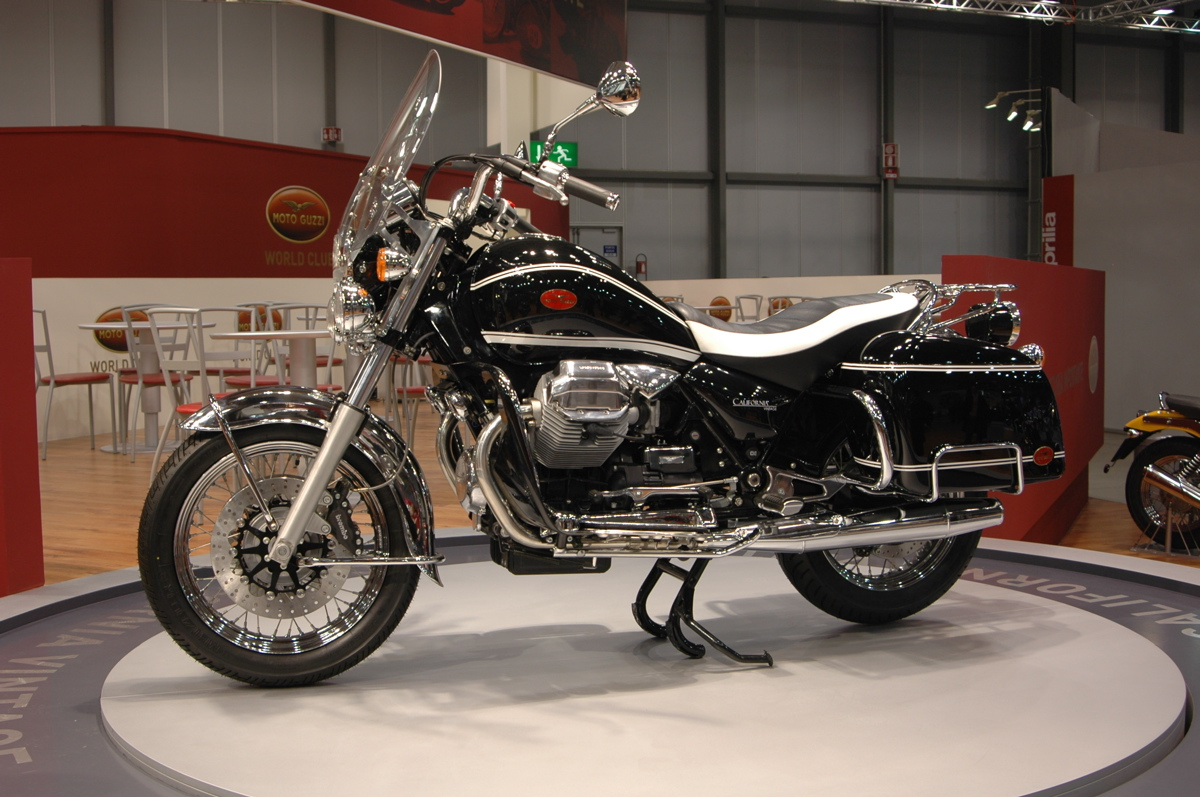
Moto Guzzi California Vintage (2005)

Per celebrare i 35 anni di vita di questo modello, Moto Guzzi presenta al Salone di Milano del 2005 la California Vintage, ispirata chiaramente agli anni settanta e alle moto della polizia (l'inizio della storia), di colore nero con profili bianchi su sella e carrozzeria, borse in metallo, parabrezza, paragambe e 3 fari anteriori. La serie delle California si è infine arricchita con la California Classic.
La versione Highway Patrol è quella fornita alle forze di polizia.
La California è altresì la moto che i Corazzieri usano durante le scorte del presidente della Repubblica e nelle parate.
Nel 2012 vengono consegnate 24 esemplari (di cui 6 sidecar, 3 con guida a destra e 3 con guida a sinistra) alla scorta del Re di Giordania Abd Allah II di Giordania. 
Nello stesso anno, viene presentata a Miami la "California 1400", dal 2013 venduta nelle versioni Touring e Custom, con il nuovo motore da 1380 cc da 96 CV.